# گارث اونس
گارث اِوِنس (ویلزی: Gareth Evans؛ زادهٔ ۱۹۸۰ میلادی)  کارگردان فیلم، فیلمنامه‌نویس، تدوینگر و طراح مبارزه اکشن سینمای اندونزی است. او بیشتر برای فیلم‌های جنایی اکشن اندونزیایی مرانتا (۲۰۰۹)، یورش (۲۰۱۱)، یورش ۲ (۲۰۱۴) شناخته شده‌است. همچنین برای ساخت مجموعه تلویزیونی درام، جنایی و اکشن خلافکاران لندن شناخته شده‌است.

## فیلمشناسی
- رد پا (۲۰۰۶)
- مرانتا (۲۰۰۹)
- یورش (۲۰۱۱)
- یورش ۲ (۲۰۱۴)
- فرستاده (۲۰۱۸)
- خلافکاران لندن (۲۰۲۰)
- ویرانی (۲۰۲۳)